# Vlaamse Regulator voor de Media
De Vlaamse Regulator voor de Media (VRM) is de onafhankelijke toezichthouder voor de Vlaamse audiovisuele media. In het belang van Vlaamse kijkers en luisteraars ziet hij erop toe dat de mediaregelgeving beschreven in het mediadecreet, in Vlaanderen nageleefd wordt. De VRM komt tussen bij eventuele geschillen en behandelt klachten over en meldingen van mogelijke inbreuken op de regelgeving.
Voorts waakt hij specifiek over de bescherming van minderjarigen en over onpartijdigheid op de Vlaamse radio en tv. Tot slot beheert de VRM de toekenning van mediavergunningen aan Vlaamse audiovisuele media. De VRM werd in 2006, in navolging van een richtlijn van de Europese Unie, opgericht door de Vlaamse overheid.
De VRM is een publiekrechtelijk extern verzelfstandigd agentschap (eva) van de Vlaamse overheid, in het beleidsdomein "Cultuur, Jeugd, Sport en Media".
De VRM werd opgericht per decreet van 16 december 2005, en ging in februari 2006 van start. De Regulator verving het Vlaams Commissariaat voor de Media, de Vlaamse Kijk- en Luisterraad en de Vlaamse Geschillenraad voor Radio en Televisie.
VRM komt elk jaar met een rapport over de mediaconcentratie in Vlaanderen.

## Raad van Bestuur

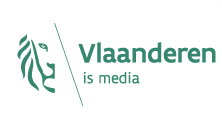

De VRM beschikt over een raad van bestuur met een gedelegeerd bestuurder voor het dagelijks bestuur; deze zijn aangesteld door de Vlaamse regering. De bevoegdheden van de Raad van Bestuur bestaan uit het opmaken van de begroting, het sluiten van de beheersovereenkomst en het opmaken van het activiteitenverslag. De Raad van Bestuur heeft geen bevoegdheden wat de inhoudelijke werking van de VRM betreft.
Initieel bestond de raad van bestuur, naast de gedelegeerd bestuurder, uit de voorzitter en de leden van de algemene kamer. Vanaf 12 september 2008 werd het mandaat van bestuurder onverenigbaar met het mandaat van lid van een van beide kamers.
- Gedelegeerd bestuurder is Joris Sels sinds de start in 2006
- Voorzitter was achtereenvolgens:
  - Jo Baert, aangesteld op 10 februari 2006 als voorzitter van de algemene kamer en dus van de raad van bestuur
  - Katia Segers, aangesteld op 12 september 2008
  - Matthias Storme, aangesteld op 19 december 2014 (huidige voorzitter)
- Karen Van Alsenoy is het derde lid van de raad van bestuur, aangesteld op 7 februari 2020

## Kamers
De inhoudelijke werking van de VRM is toegewezen aan:
- De algemene kamer bestaat uit vijf leden (twee magistraten en drie mediadeskundigen). Tot de opdracht van deze kamer behoren onder meer: toezicht op het naleven van de mediadecreten; verlenen, wijzigen, schorsen of intrekken van zendvergunningen; toekennen, schorsen of intrekken van de vergunning voor het aanbieden van een etheromroepnetwerk; en toezicht op de naleving door de Vlaamse openbare omroep van de beheersovereenkomst met de Vlaamse Gemeenschap.

- De kamer voor onpartijdigheid en bescherming van minderjarigen doet uitspraak over geschillen naar aanleiding van programma's die de lichamelijke, geestelijke of zedelijke ontwikkeling van minderjarigen ernstig zouden kunnen aantasten, van programma's die aansporen tot haat op grond van ras, geslacht, godsdienst of nationaliteit of van programma's waarin discriminatie voorkomt tussen verschillende ideologische of filosofische strekkingen. De kamer bestaat uit negen leden, waaronder vier beroepsjournalisten. Voor de behandeling van klachten in verband met de bescherming van minderjarigen wordt ze uitgebreid met vier deskundigen ter zake.